# Miodówko
Miodówko [pronunciación en polaco: /mjɔˈdufkɔ/] (en alemán: Honigswalde) es un pueblo ubicado en el distrito administrativo de Gmina Stawiguda, dentro del Condado de Olsztyn, Voivodato de Varmia y Masuria, en Polonia del norte. Se encuentra aproximadamente a 2 kilómetros al suroeste de Stawiguda y a 17 kilómetros al suroeste de la capital regional Olsztyn. Está localizado en Varmia.
El pueblo tiene una población de 138 habitantes.
Un histórico santuario varmiano está localizado en el pueblo.

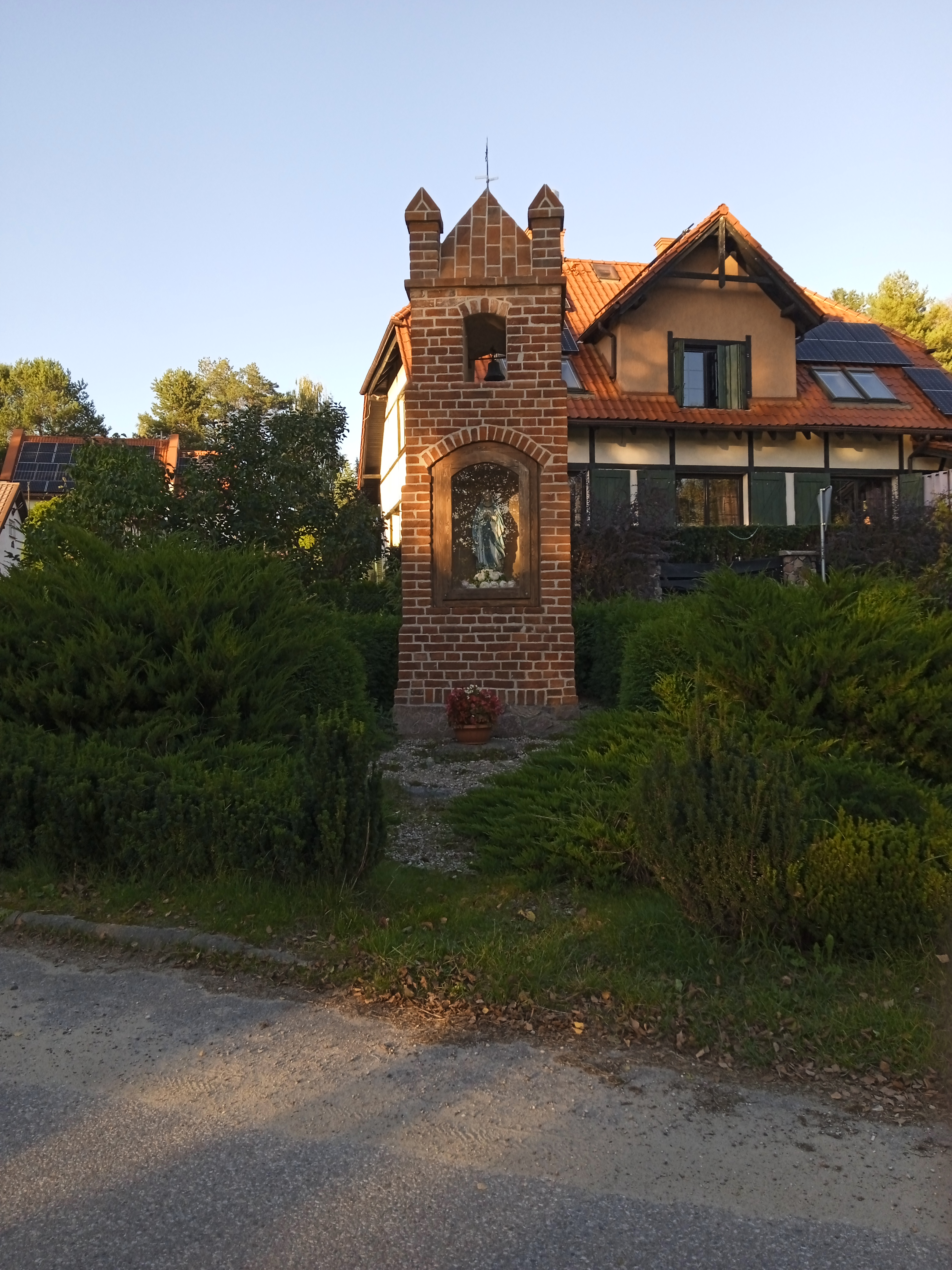
Santuario en Miodówko.